# كارلوس روزا
كارلوس روزا هو لاعب كرة قاعدة دومينيكاني، ولد في 21 سبتمبر 1984 في سان فرانسيسكو دي ماكوريس في جمهورية الدومينيكان.

## وصلات خارجية
- كارلوس روزا على موقع دوري كرة القاعدة الرئيسي (الإنجليزية)
- كارلوس روزا على موقع الدوري الياباني لكرة القاعدة (الإنجليزية)
- كارلوس روزا على موقعبيزبول رفرنس.كوم (الدوري الرئيسي) (الإنجليزية)
- كارلوس روزا على موقعبيزبول رفرنس.كوم (الدوري الثانوي) (الإنجليزية)
- كارلوس روزا على موقع إي إس بي إن.كوم (أم.أل.بي) (الإنجليزية)
- كارلوس روزا على موقع مشجعي الرسوم البيانية (الإنجليزية)